# Моу Чжуншэн
Моу Чжуншэн (кит. упр. 牟钟声, пиньинь Móu Zhōngshēng; 26 июля 1991, Хэйлунцзян) — китайский конькобежец участник Олимпийских игр 2014 года.

## Биография
На Олимпийских играх в Сочи выступал на дистанции в 500 метров. Итоговый общий результат — 71,25, отставание от лидера 1,94 и 30 место.
Тренер Чжуншэна — Инь Ичжун.